# Устранение перекоса

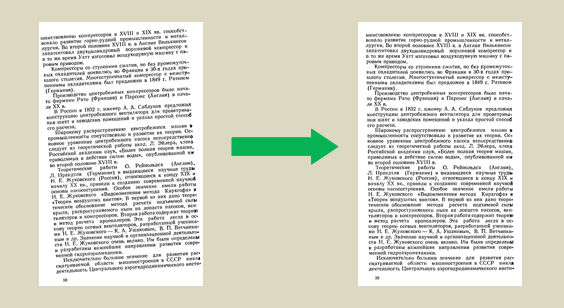
Иллюстрация работы Deskew

Устранение перекоса изображений, или выравнивание перекоса изображений (англ. deskew), — автоматический алгоритм в компьютерной графике, устраняющий угловой перекос изображений. Обычно это относится к сканированным изображениям текста.
Устранение перекоса широко применяется в многочисленных программах по работе с растровыми графическими изображениями.